# Tocantinópolis
Tocantinópolis est une municipalité brésilienne située dans l'État du Tocantins.